# Acido laballenico
L'acido laballenico è un acido grasso lineare composto da 18 atomi di carbonio, con 2 doppi legami consecutivi (allene) in posizione 5=6=7. Ha formula di struttura CH3-(CH2)10-CH=C=CH-(CH2)3-COOH. 
Si tratta di uno dei rari acidi grassi allenici rilevabili in natura.
Il gruppo allenico è responsabile della marcata attività ottica ([α]D20 = −47°) dell'acido laballenico.
Fu isolato per la prima volta nel 1964 dall'olio di semi di Leonotis nepetaefolia,  una pianta della famiglia delle Lamiaceae da M.O. Bagby, C.R. Smith Jr. e I.A. Wolff, e identificato dagli stessi autori un anno dopo. L'olio di Leonotis nepetaefolia ne contiene il 16% in peso. Successivamente è stato isolato in concentrazioni più alte negli oli di semi di altre piante: Leucas helianthimifolia (≈46%); Leucas ciliata vestita (≈44%); Hirta leucas (≈41%); Leucas ciliata ciliata(≈30%); Marrubioides marrubioides (≈30%); Cephalotheus leucas (≈28%); Phlomis tuberosa (≈25%) e altri.
I derivati vegetali con alto tenore di acidi grassi allenici hanno mostrato attività citotossica, anti-infiammatoria e antivirale.